# 벨렝
벨렝(브라질 포르투갈어: Belém→"베들레헴")은 브라질 북부 파라 주의 주도이다. 면적 1,070 km2, 인구 1,428,368명(2006). 아마존강의 지류인 파라강 연안에 있는 항구도시이다. 브라질 북부의 도시 가운데 가장 인구가 많고 브라질강의 어귀에 있는 항구여서 공항, 항구, 버스 등 교통의 중심지이다. 벨렝 앞을 흐르는 파라 강은 아마존강의 삼각주인 마라조섬을 두고 아마존강 본류에서 갈라져 나와 남쪽으로 흘러 대서양으로 흐른다. 벨렝은 대서양에서 강 안쪽으로 100 km 들어간 곳에 자리잡고 있다.
벨렝은 포르투갈 왕국이 지배하던 1616년 세워졌다. 벨렝은 아마존 유역에 세워진 최초의 유럽 식민지였지만 식민지 브라질과 별개의 구역으로 유지되다가 1775년에서야 브라질에 포함되었다. 독특한 푸른색 타일이 눈에 띄는 구시가는 식민지 시절의 건물이 많이 남아 있고 다양한 역사가 서려있다. 구시가 인근의 공지를 개발한 신도시 지역엔 현대식 고층 빌딩들이 들어서 있다. 벨렝은 브라질 아마존 유역의 메트로폴리탄으로 망고 나무가 많아 시다지 다스 망게이라스(Cidade das Mangueiras, 망고 나무의 도시)라는 별명이 붙었다. 벨렝은 포르투갈어로 베들레헴을 가리키는 낱말인데 포르투갈의 수도 리스본의 한 구역인 산타마리아드벨렝(Santa Maria de Belém, 베들레헴의 성모 마리아)에서 따왔다.
벨렝에는 두 개의 공항이 있다. 바우지캉스 국제 공항은 벨렝의 주공항으로 남미의 여러 나라와 미국, 유럽 등지로 연결된다. 2010년 브라질의 국영기업 인프라이루(Infraero)의 수장이자 전직 공군 사령관이었던 프로타지우 지 올리베이라의 이름을 딴 프로타지우 지 올리베이라 공항이 개장하였다.
벨렝에는 파라 연방 대학교와 파라 주립 대학교가 있다.

## 이름
벨렝은 포르투갈의 산타마리아드벨렝(Santa Maria de Belém, 베들레헴의 성모 마리아)에서 따온 이름으로 비슷한 의미에서 노사 세뇨라 지 벨렝 두 그랑-파라(Nossa Senhora de Belém do Grão-Pará, 파라강 베들레렘의 성모)라고도 불렸다. 이것을 줄여서 간단히 벨렝이라고 부른 것이 오늘날 이름이 되었다.

## 역사

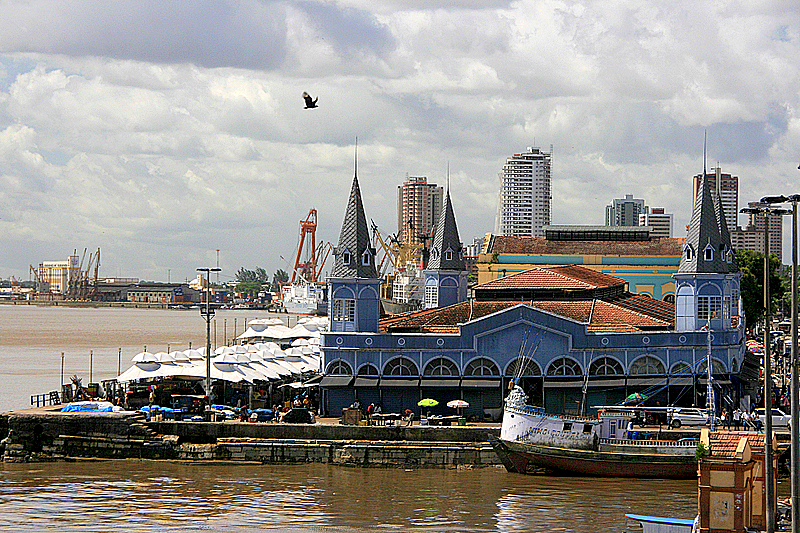
베로페소 시장

1615년 바이아주에서 근무하던 카스텔루브랑쿠 출신의 포르투갈 제독 프란시스코 카우데이라(Francisco Caldeira)가 식민지 브라질 총독의 명령에 따라 브라질 북부 지역 아마존의 무역 거점을 확보하기 위한 탐험에 나섰다. 그는 마라조섬 남쪽에 있는 파라강과 구아마강의 합류 지점인 구아자라만에서 상류로 깊숙히 들어가, 1616년 1월 12일 오늘날 벨렝의 자리에 목책으로 요새를 건설하였다. 카우데이라는 이 요새를 성탄을 뜻하는 프레제피우(Presépio)로 불렀고, 훗날 포르치 두 카스텔루(Forte do Castelo, 카스텔루 요새)라 불리게 되었다. 이 요새는 여러 차례 개축되어 오늘날에도 벨렝 시내에 포르테 두 프레제피우로 남아 있다. 1655년 시청사가 개설되어 무역 중심지가 되었다. 당시 포르투갈과 식민지 브라질의 총독부는 아마존강 지역의 패권을 놓고 프랑스와 경쟁하고 있었고 벨렝을 세움으로서 이 지역의 무역 패권은 포르투갈에게 돌아가게 되었다.
포르투갈은 아프리카에서 노예를 끌고와 벨렝 인근에 카카오, 사탕수수와 같은 플렌테이션 농업을 일구었고, 벨렝은 설탕 무역의 중심이 되었다. 이 외에도 피혁과 인디고 같은 특산물이 유럽으로 수출되었다. 그러나 19세기 초 세계 경제 둔화와 이어지는 브라질 독립 전쟁에 휘말려 벨렝은 침체기를 맞게 되었다. 19세기 후반 전 세계적인 고무 수요 증가로 벨렝은 다시 교역의 중심이 되었다. 1875년 4만명이었던 인구는 1900년 10만명을 넘어서게 된다. 벨렝에는 급작스레 전화가 가설되고 전기가 들어왔으며 도시의 모습도 근대 유럽풍이 되었다. 고무 붐은 1920년대 무렵 끝이 났지만 벨렝은 여전히 브라질 북부의 주요 무역항의 위치를 유지하였다.
1930년대에 들어 일본이 벨렝 남쪽에 플렌테이션을 개발하기 시작하였다. 일본 사람들은 여기서 토지를 매입하고 후추와 황마를 재배하였다.
제2차 세계대전 기간 동안 벨렝은 연합군의 군사 거점이 되었다. 브라질은 전쟁 이전부터 미국과 군사협력을 맺고 있었고 군사고문이 파견되어 있었으나, 군대의 현대화가 이루어지지 않고 있었다. 이 때문에 벨렝을 중심으로 한 브라질 북부는 독일의 카리브해 침공에 대비한 방어 대비에 치중하였다. 태평양의 재해권을 일시적으로 잃게 된 미국의 입장에서 전장으로 안전하게 비행기들을 이동시킬 수 있는 유일한 통로는 남대서양만 남게 되었기 때문에 브라질은 갑자기 중요한 전략 거점으로 인식되게 되었다. 미국은 벨렝에 보급 기지를 마련하고 군대를 파견하였다. 브라질은 일본의 진주만 기습이후 미국의 선전 포고에 뒤이어 연합군의 일원으로 참전하였다.
오늘날에도 벨렝은 브라질 북부의 최대 무역 거점이다. 1959년 세워진 파라 연방 대학교는 계속 성장을 거듭하여 오늘날 학생 수가 3만 5천명에 이른다. 벨렝은 아마존 유역에서 채굴되는 철, 알루미늄을 비롯한 여러 광물의 수출항이기도 하다.

## 기후
벨렝은 쾨펜의 기후 구분에서 열대 우림 기후(Af)에 속한다. 흔히 "적도무풍대"로 부르는 적도 수렴대에 속하여 바람이 매우 약하다. 아프리카에서 대서양을 넘어 무역풍이 불어오며 사이클론은 불지 않는다.
| 벨렝의 기후                                                              | 벨렝의 기후   | 벨렝의 기후   | 벨렝의 기후   | 벨렝의 기후   | 벨렝의 기후   | 벨렝의 기후  | 벨렝의 기후  | 벨렝의 기후  | 벨렝의 기후  | 벨렝의 기후  | 벨렝의 기후  | 벨렝의 기후   | 벨렝의 기후      |
| 월                                                                       | 1월           | 2월           | 3월           | 4월           | 5월           | 6월          | 7월          | 8월          | 9월          | 10월         | 11월         | 12월          | 연간             |
| ------------------------------------------------------------------------ | ------------- | ------------- | ------------- | ------------- | ------------- | ------------ | ------------ | ------------ | ------------ | ------------ | ------------ | ------------- | ---------------- |
| 역대 최고 기온 °C (°F)                                                   | 34.7 (94.5)   | 34.6 (94.3)   | 37.3 (99.1)   | 34.9 (94.8)   | 34.9 (94.8)   | 34.7 (94.5)  | 34.5 (94.1)  | 37.2 (99.0)  | 38.1 (100.6) | 35.4 (95.7)  | 36.4 (97.5)  | 37.3 (99.1)   | 38.1 (100.6)     |
| 일평균 최고 기온 °C (°F)                                                 | 31.4 (88.5)   | 31.0 (87.8)   | 31.1 (88.0)   | 31.5 (88.7)   | 32.2 (90.0)   | 32.5 (90.5)  | 32.6 (90.7)  | 33.0 (91.4)  | 33.2 (91.8)  | 33.1 (91.6)  | 33.1 (91.6)  | 32.5 (90.5)   | 32.3 (90.1)      |
| 일일 평균 기온 °C (°F)                                                   | 26.3 (79.3)   | 26.1 (79.0)   | 26.3 (79.3)   | 26.5 (79.7)   | 26.8 (80.2)   | 26.9 (80.4)  | 26.8 (80.2)  | 27.1 (80.8)  | 27.3 (81.1)  | 27.3 (81.1)  | 27.4 (81.3)  | 27.0 (80.6)   | 26.8 (80.3)      |
| 일평균 최저 기온 °C (°F)                                                 | 23.0 (73.4)   | 23.1 (73.6)   | 23.3 (73.9)   | 23.4 (74.1)   | 23.4 (74.1)   | 23.1 (73.6)  | 22.8 (73.0)  | 22.9 (73.2)  | 22.9 (73.2)  | 22.9 (73.2)  | 23.1 (73.6)  | 23.1 (73.6)   | 23.1 (73.5)      |
| 역대 최저 기온 °C (°F)                                                   | 19.4 (66.9)   | 18.8 (65.8)   | 19.8 (67.6)   | 19.2 (66.6)   | 19.8 (67.6)   | 19.8 (67.6)  | 14.0 (57.2)  | 18.5 (65.3)  | 18.8 (65.8)  | 18.9 (66.0)  | 18.6 (65.5)  | 19.0 (66.2)   | 14.0 (57.2)      |
| 평균 강수량 mm (인치)                                                    | 393.8 (15.50) | 437.8 (17.24) | 506.3 (19.93) | 465.5 (18.33) | 323.6 (12.74) | 205.8 (8.10) | 156.0 (6.14) | 128.7 (5.07) | 120.1 (4.73) | 135.8 (5.35) | 151.4 (5.96) | 283.5 (11.16) | 3,308.3 (130.25) |
| 평균 강수일수 (≥ 1.0 mm)                                                 | 24.5          | 24.5          | 26.0          | 24.5          | 22.9          | 16.8         | 14.1         | 11.8         | 11.8         | 13.4         | 12.8         | 19.4          | 222.5            |
| 평균 상대 습도 (%)                                                       | 88.1          | 89.5          | 89.7          | 88.9          | 86.3          | 82.8         | 81.5         | 80.2         | 79.3         | 79.3         | 79.6         | 83.7          | 84.1             |
| 평균 월간 일조시간                                                       | 132.9         | 104.7         | 117.2         | 138.7         | 187.3         | 230.3        | 250.1        | 264.9        | 247.1        | 240.6        | 205.1        | 168.1         | 2,287            |
| 출처 1: 브라질 국립기상연구소 (평년값: 1991년~2020년, 극값: 1961년~현재) |               |               |               |               |               |              |              |              |              |              |              |               |                  |
| 출처 2: 미국 해양대기청                                                  |               |               |               |               |               |              |              |              |              |              |              |               |                  |

## 생태계
아마존강 유역은 세계에서 가장 생물 다양성이 풍부한 곳 가운데 하나로 수 많은 생물종이 생물 군계를 이룬다. 아마존 열대 우림의 생물 다양성은 아프리카나 아시아의 열대 우림보다 높다. 지구상 모든 생물종의 약 3분의 1 가량이 아마존 열대우림에 서식하고 있다.

## 경제
오늘날 벨렝의 주요 수출 품목은 아마존강 유역에서 채굴되는 철, 알루미늄을 비롯한 광물이다. 그 외에 브라질너트, 파인애플, 카사바 같은 플렌테이션 농산물이 수출되고 있고, 목재 역시 주요 수출품이다. 1930년대 일본계 브라질인이 이민 온 이후 황마와 후추도 주요 작물의 하나가 되었다. 벨렝과 맞붙어 있는 마라조섬은 민물로 둘러쌓인 섬 가운데 세계에서 가장 큰 섬으로 벨렝에서 소비되는 식량이 재배되고 있다. 벨렝의 전기는 남쪽의 토칸칭스강에 있는 투쿠루이댐의 수력 발전을 통해 공급받고 있다.